# Marco Stroppa
Marco Stroppa (Verona, 8 de desembre de 1959) és un compositor italià que escriu música per a ordinadors i música per a instruments amb electrònica en viu.

## Biografia
Marco Stroppa va estudiar piano, composició, direcció coral i música electrònica als conservatoris de Verona, Milà i Venècia. Del 1980 al 1984, Stroppa va col·laborar amb el Centro di Sonologia Computazionale de la Universitat de Pàdua, abans de traslladar-se als Estats Units, on va continuar els seus estudis al Massachusetts Institute of Technology amb el suport d’una beca de la Fundació Fulbright fins al 1986. Al MIT va fer cursos de psicologia cognitiva, informàtica i intel·ligència artificial.
Per invitació de Pierre Boulez, Stroppa es va traslladar a París, on va dirigir el departament de recerca musical a Ircam des del 1987 fins al 1990. El 1987, Stroppa va fundar el curs de composició i música per ordinador al Festival Internacional Bartók de Szombathely, Hongria. Després de treballar com a professor als conservatoris de Lió i París, Stroppa és actualment professor de composició a la Universitat Estatal de Música i Arts Escèniques de Stuttgart, on va succeir Helmut Lachenmann el 1999.

## Premis
- 1985 Premi ASCAP
- 1990 Cervo Premi per Música Nova
- 1996 Premi de Composició del festival de Pasqua de Salzburg

## Obra seleccionada
- 1982–1984 Traiettoria for piano and computer-synthesized tape
- 1987 Pulsazioni
- 1987–1988 Spirali for string quartet
- 1993–1994 Hiranyaloka for orchestra
- 1989–1998 élet...fogytiglan for ensemble
- 1994–1999 Zwielicht for electronics
- 1996–1999 From Needle's Eye for trombone and ensemble
- 1991–2002 Miniature estrose Vols. 1 & 2 (14 pieces for solo piano)
- 2010 Let me sing into your ear for amplified basset horn and chamber orchestra

## Discografia
| Obres enregistrades          | Intèrpret (s)                                                                          | Any de llançament | Discogràfica                  |
| ---------------------------- | -------------------------------------------------------------------------------------- | ----------------- | ----------------------------- |
| Traiettoria                  | Pierre-Laurent Aimard (piano), Marco Stroppa (projecció sonora)                        | 1992              | Wergo WER 2030-2              |
| Due Minestrose Estrose       | Pierre-Laurent Aimard (piano)                                                          | 1992              | ADES 202282                   |
| Hiranyaloka                  | Orquestra Simfònica de la Ràdio del Sud-oest d'Alemanya, Michael Gielen (director)     | 1994              | Col Legno WWE 3CD 31882       |
| Spirali                      | Quartet de corda Arditti, Marco Stroppa (mescles multipistes)                          | 1995              | Auvidis / Montaigne MO 782042 |
| Estrose en miniatura, vol. 1 | Florian Hölscher (pianoforte)                                                          | 2004              | Stradivarius STR 33713        |
| Deixa’m cantar a l’orella    | Michele Marelli (trompa de baix), Peter Eötvös (director), Kammerfilharmonie Hilversum | 2011              | NEOS 11114-17                 |